# フルオロウラシル
フルオロウラシル（英語: fluorouracil、5-フルオロウラシル、5-FU）は、フッ化ピリミジン系の代謝拮抗剤で、抗悪性腫瘍薬（抗がん剤）。ウラシルの5位水素原子がフッ素原子に置き換わった構造をしている。
1956年にドゥシンスキ (Dushinsky) らによって合成され、その後ハイデルバーガー (Heidelberger) らを中心として基礎および臨床にわたる広範な研究で抗悪性腫瘍剤としての評価が確立された。
代表商品は「5-FU XX（剤形）協和」（協和発酵キリン）。古くからあるため、ジェネリック医薬品も多数流通している。また、1990年代よりフルオロウラシルのプロドラッグ化などの改良を施し、より強い効果が期待される薬剤（内用薬）が開発され、市販されている（後述）。

## 承認された効能・効果
代表的な「5-FU XX 協和」の場合、注（注射薬）・錠・ドライシロップ（内用薬）・坐剤/軟膏（外用薬）の剤形があり、用途に応じて複数の主成分量毎に商品化がされている。なお、「5-FUドライシロップ5%協和」については、2009年3月末で販売終了する（ジェネリック医薬品が実質的な代用製品となる）。

### 注
- 下記疾患の自覚的ならびに他覚的症状の緩解
  - 胃癌、肝癌、結腸・直腸癌、乳癌、膵臓癌、子宮頸癌、子宮体癌、卵巣癌
- 下記の疾患については、他の抗がん剤または放射線療法と併用。
  - 食道癌、肺癌、頭頸部腫瘍
- 他の抗悪性腫瘍剤との併用療法
  - 頭頸部癌

### 錠・ドライシロップ
- 胃癌、結腸・直腸癌
- 子宮頸癌・乳癌。

### 坐剤
- S状結腸・直腸癌の自覚的および他覚的症状の緩解

### 軟膏
- 皮膚悪性腫瘍（有棘細胞癌、基底細胞癌、皮膚附属器癌、皮膚転移癌・悪性リンパ腫の皮膚転移、ボーエン病、パジェット病、放射線角化腫、老人性角化腫、紅色肥厚症、皮膚細網症）

適用外使用として、ブレオマイシン軟膏と並んで癌以外の疾病にも医師の裁量で用いられる場合がある（皮膚科→イボ・ウオノメ、婦人科・性病科→尖圭コンジローマが代表例）。外国製品の個人輸入が専ら取り扱われているが、強力な薬剤（劇薬指定）でかつ抗がん剤であるため素人が扱うべきものではない。

## 併用療法
効果を最大限に発揮させる用法であるが、強い副作用等が予測されるため、治療に熟知した医師の判断の下で行われることが望ましい。
- 5-FU/LEV療法 - レバミゾール（販売中止）との併用。現在は用いられない。
- 5-FU/LV療法 - ロイコボリンとの併用。
- 5-FU/1-LV療法 - レボホリナートとの併用。
- 5-FU/CDDP療法 - シスプラチンとの併用。
- FOLFIRI療法 - フォリン酸・イリノテカンとの併用。
- FOLFOX療法 - フォリン酸・オキサリプラチンとの併用。

## 作用機序
本剤およびその代謝物が核酸の合成を阻害（代謝拮抗）し、抗腫瘍効果を表す。

### DNA合成阻害
5-FUは体内でリン酸化され、活性本体である「5-フルオロデオキシウリジン-5'-一リン酸（fluorodeoxyuridine-5'-monophosphate :FdUMP）」となり、補酵素で還元型葉酸として存在する「5,10-メチレンテトラヒドロ葉酸(N 5,10-methylenetetrahydrofolate)」の存在下に、チミジル酸シンターゼ(TS)と三元共有結合複合体(ternary complex)を形成することで、TS活性を阻害する。TS活性が阻害されるとチミンの合成が阻害され、DNAが作れなくなる。
また、FdUMPがDNAに組み込まれることでも、DNA合成が阻害される。

### RNA合成阻害
5-FUは体内で5-フルオロウリジン三リン酸(FUTP)に代謝され、UTPの代わりにRNAに組み込まれることで、F-RNAを生成し、RNAプロセシングおよび、mRNA翻訳を妨げる。

### フルオロウラシル系薬剤の代謝経路
遺伝子、蛋白質、代謝物の名称をクリックすると其々の項目（主に英語版）が開きます。 
1. ↑  The interactive pathway map can be edited at WikiPathways: “FluoropyrimidineActivity_WP1601”. 2016年5月1日閲覧。

## プロドラッグ
5-FUを親化合物として、作用の持続性向上や腫瘍組織へのターゲティング（選択的移行性向上）を目的としていくつものプロドラッグが開発されている。いずれも最終的に5-FUとなり薬効を示すため、併用禁忌である。
- 作用持続化を目的としたもの：テガフール、UFT（テガフール＋ウラシル）、S-1（テガフール＋ギメラシル＋オテラシルカリウム）、カルモフール
- ターゲティングを目的としたもの：ドキシフルリジン、カペシタビン

抗真菌薬として、真菌細胞内で代謝され効果を発揮するフルシトシン（5-FC、5-フルオロシトシン）がある。これはシトシンの誘導体であり、ヒトの体内では5-FUになることはない。

## 重大な副作用
脱水症状、重篤な腸炎、骨髄機能抑制、ショック、アナフィラキシー様症状、白質脳症、鬱血性心不全、心筋梗塞、安静狭心症、急性腎不全、間質性肺炎、肝機能障害、黄疸、消化管潰瘍、重症な口内炎、急性膵炎、意識障害を伴う高アンモニア血症、肝・胆道障害（胆嚢炎、胆管壊死、肝実質障害など）、手足症候群、嗅覚障害

## 併用禁忌

### ソリブジン
ソリブジン（商品名ユースビル）日本商事製造販売・エーザイ共同販売）は、癌による免疫力低下で発生するリスクが高い帯状疱疹の治療薬として、1993年に上市された。代謝物がフルオロウラシルの代謝を阻害して副作用を強く出現させる。そのため、ユースビルが発売されて間もなく、5-FUの類を投与されていた癌患者を中心に15人の死者を出す一大薬害を引き起こした。
発生機序としてソリブジンは体内でブロモビニルウラシルに代謝される。このブロモビニルウラシルはフルオロウラシルの代謝酵素と結合して不可逆的に阻害することによりフルオロウラシルの蓄積が生じる。このことにより骨髄抑制などの中毒症状を引き起こす。
なお、「ソリブジン事件/薬害」と称される5-FUとの相互作用問題から、1993年にユースビルの自主回収後に承認が取り下げられ、製造打ち切りから相当期間が経過したため、1999年12月までに5-FUなど相互作用が関係する医薬品添付文書から併用禁忌を含めソリブジン（ユースビル）に関する記述は削除された。

### S-1
S-1（販売名：ティーエスワンなど）は、テガフールという5-FUのプロドラッグと拮抗剤の複合薬で、5-FU製剤を併用するとフルオロウラシルの代謝を阻害することとなり、血中濃度を上げる。